# Mauritius i olympiska sommarspelen 2004
Mauritius i olympiska sommarspelen 2004 bestod av 9 idrottare som blivit uttagna av Mauritius olympiska kommitté.

## Boxning
Lättvikt
- Michael Medor
  - Sextondelsfinal: Förlorade mot Uranchimegiin Mönkh-Erdene från Mongoliet (23 - 29)

## Bågskytte
Herrarnas individuella
- Yehya Bundhun
  - Rankningsomgång: 494 poäng (64:a totalt)
  - Sextondelsfinal: Förlorade mot (1) Im Dong-Hyun från Sydkorea (109 - 152)

## Friidrott
Herrar
| Friidrottare     | Gren                | Heat     | Heat      | Kvartsfinal | Kvartsfinal | Semifinal        | Semifinal        | Final            | Final            |
| Friidrottare     | Gren                | Resultat | Placering | Resultat    | Placering   | Resultat         | Placering        | Resultat         | Placering        |
| ---------------- | ------------------- | -------- | --------- | ----------- | ----------- | ---------------- | ---------------- | ---------------- | ---------------- |
| Stéphan Buckland | Herrarnas 200 meter | 20.29    | 1 Q       | 20.36       | 2 Q         | 20.37            | 3 Q              | 20.24            | 6                |
| Eric Milazar     | Herrarnas 400 meter | 45.34    | 3 Q       | 45.23       | =4          | Gick inte vidare | Gick inte vidare | Gick inte vidare | Gick inte vidare |

Herrarnas längdhopp
- Jonathan Chimier
  - Kval: 8.28 m (1st in Group B, kvalificerad, 2:a totalt) (nationellt rekord)
  - Final A: 8.03 m (10:a totalt, gick inte vidare)

Damernas 20 kilometer gång
- Yolene Raffin
  - 1:49:28 (51:a totalt)